# Berlijn
Berlijn es una localidad en Surinam, en el distrito de Para y en el ressort de Zuid-Para. En idioma sranan tongo el sitio se lo menciona con el nombre de «Balen», aunque a veces se refieren al mismo bajo el nombre de «Sabaku». 
La villa se encuentra asentada en lo que antiguamente era una plantación denominada 'Berlijn'. Antiguamente el aérea comprendía varias concesiones agrícolas tales como "Berlijn", "Drie Zwitsergrond" y "Oranje", las cuales han vencido. Los residentes de la localidad, en su mayoría de raíces africanas, pagan un alquiler conjunto de SF 50, - por un período de 75 años.
Berlijn se encuentra al sur del aeropuerto internacional Johan Adolf Pengel International Airport, sobre la ruta que conecta Zanderij-Kraka. Es un área popular entre los habitantes de Paramaribo. En la zona existe una pequeña iglesia evangélica.